# Ilona Ostner
Ilona Ostner (* 13. September 1947) ist eine deutsche Soziologin.
Nach dem Abitur am Elsa-Brandström-Mädchengymnasium in München studierte Ostner von 1967 bis 1974 Soziologie und (Nebenfächer) Philosophie, Psychologie und Pädagogik an der Universität München (Abschluss M.A.). 1978 folgte die Promotion mit der Dissertation Beruf und Hausarbeit. Die Arbeit der Frau in unserer Gesellschaft. 1989 habilitierte sie sich an der Universität Hannover (Venia Legendi: Soziologie).
Von 1974 bis 1983 war Ostner Wissenschaftliche Angestellte der Universität München, von 1983 bis 1989 Fachhochschulprofessorin im Bereich Sozialarbeit an der Fachhochschule Fulda, von 1990 bis 1994 Professorin für den Bereich Allgemeine Soziologie – unter besonderer Berücksichtigung der Soziologie der Geschlechterverhältnisse an der Universität Bremen. Von 1994 bis 2015 war Ostner Professorin für vergleichende Sozialpolitik an der Universität Göttingen.
Sie ist mit dem Sozialwissenschaftler Horst Kern verheiratet.